# Mammoth Lakes

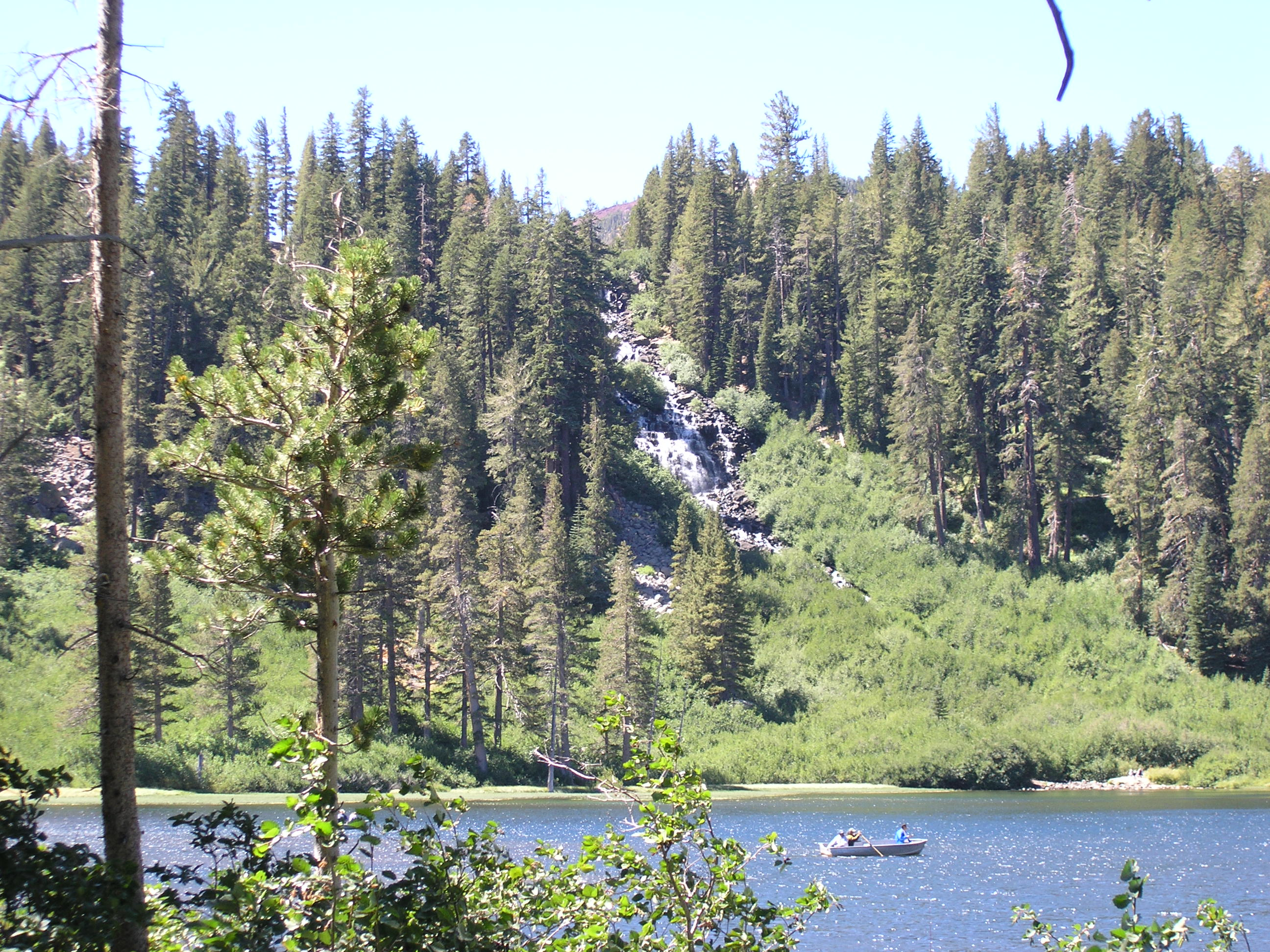
Jedno z jezior w Mammoth Lakes

Mammoth Lakes – miejscowość w Kalifornii, w hrabstwie Mono. Siedziba administracyjna hrabstwa. Leży na wysokości około 2 400 m n.p.m. Liczy 5 269 mieszkańców (2008). Położona na wschodnich stokach Sierra Nevada na obszarze Inyo National Forest - federalnych lasów chronionych, w bezpośrednim sąsiedztwie parku Yosemite.
Miejscowość ma charakter turystyczny. Ośrodek narciarski - Mammoth Mountain Ski Area położony na stokach Mammoth Mountain (3.371 m n.p.m.) W okolicy jeziora i gorące źródła.